# Григорій Байбуза
Григорій Байбуза (пол. Hrehory Bajbuza; помер близько 1619 р.) — шляхтич власного гербу, брацлавський міський письменник.
Депутат сейму 1582 від Брацлавського воєводства. Був послідовником православного християнства.